# 詹姆林·丹增·諾蓋
詹姆林·丹增·諾蓋（英語：Jamling Tenzing Norgay，1965年4月23日—），尼泊爾登山家，雪巴人，為丹增·諾蓋之子。

## 生平
詹姆林是登山者兼嚮導丹增諾蓋和他的第三任妻子的兒子。詹姆林·丹增·諾蓋本人其後追隨父親的腳步，於1996年與由 David Breashears 領導的團隊攀登珠穆朗瑪峰，該團隊還包括登山者 Ed Viesturs 和 Araceli Segarra，1998年的 IMAX 電影珠穆朗瑪峰記錄了這一經歷。2002年，他和埃德蒙·希拉里的兒子彼得·希拉里參加了一次攀登珠穆朗瑪峰並紀念首次登頂50週年的探險活動。
詹姆林接著寫了《觸摸我父親的靈魂》，這本書記錄了他嘗試登頂的經歷。這本書以坦率的態度著稱，它坦率地討論了富有的登山者與通過協助探險獲得收入的雪巴人之間的關係。詹姆林的書是第一本從雪巴人的角度討論1996年5月災難性攀登事件的書，該事件有15名登山者死亡。它指出，當雪巴人去世時，很少有人注意到，但當失去的人是客戶時，會給予很多關注。
詹姆林是美國威斯康辛州諾思蘭學院的校友。

## 外部連結
1. ↑  . Tenzing Norgay Adventures.   [7 February 2021]. （原始内容存档于2021-09-27）.
2. ↑  Reuters. . trust.org/Thomson Reuters Foundation News.   [24 October 2018]. （原始内容存档于2020-01-10）.
3. 1 2  Everest Anniversary Team Makes Final Summit Attempt （页面存档备份，存于）, National Geographic News, 23 May 2002.  Retrieved 5 May 2011.